# Filippo Brunelleschi

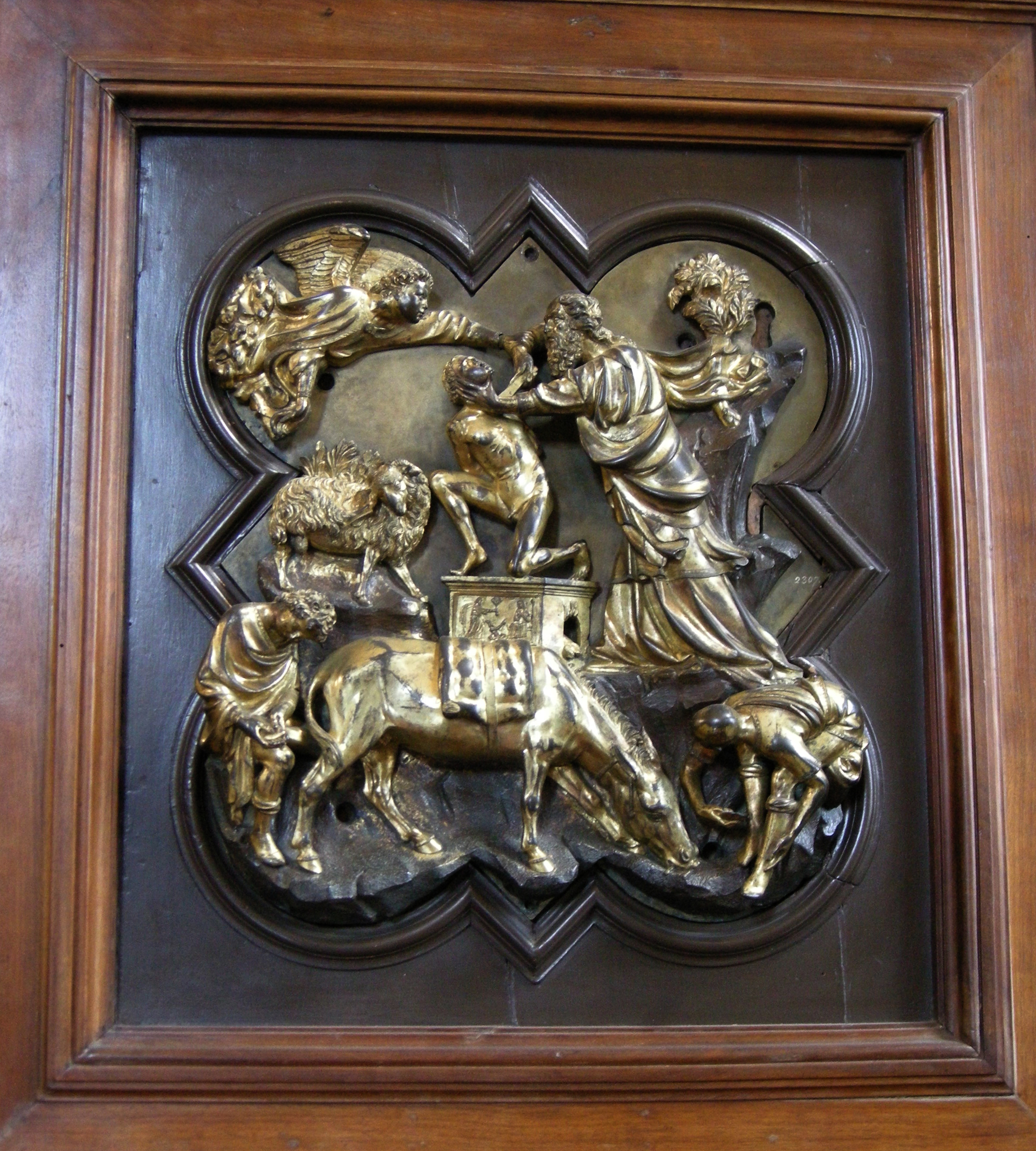
Ofiara Izaaka, projekt kwatery tzw. II drzwi do baptysterium florenckiego

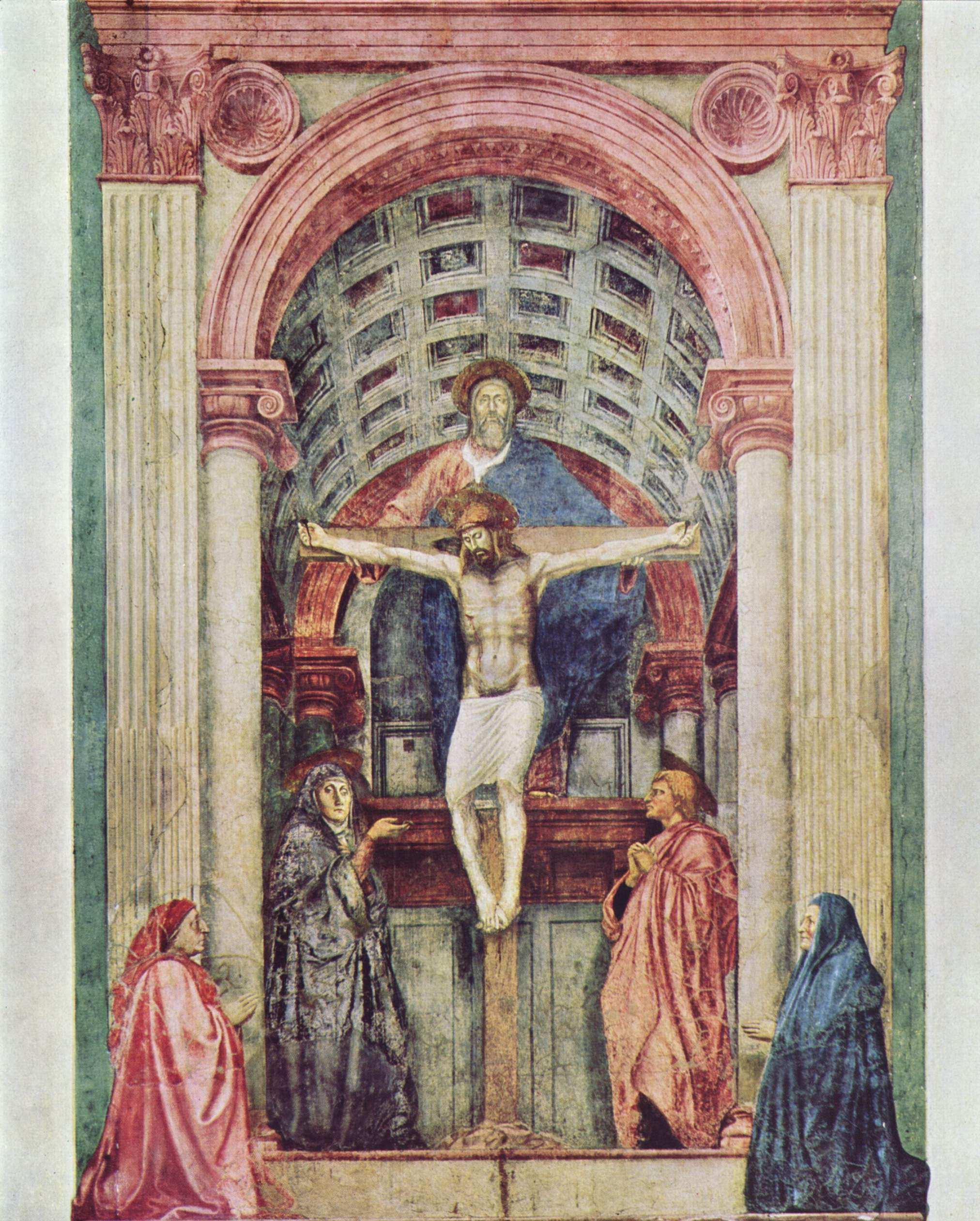
Masaccio i Brunelleschi (?), Trójca Święta, ok. 1425, Santa Maria Novella, Florencja

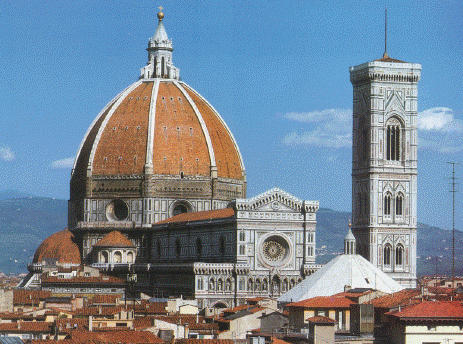
Kopuła katedry Santa Maria del Fiore we Florencji

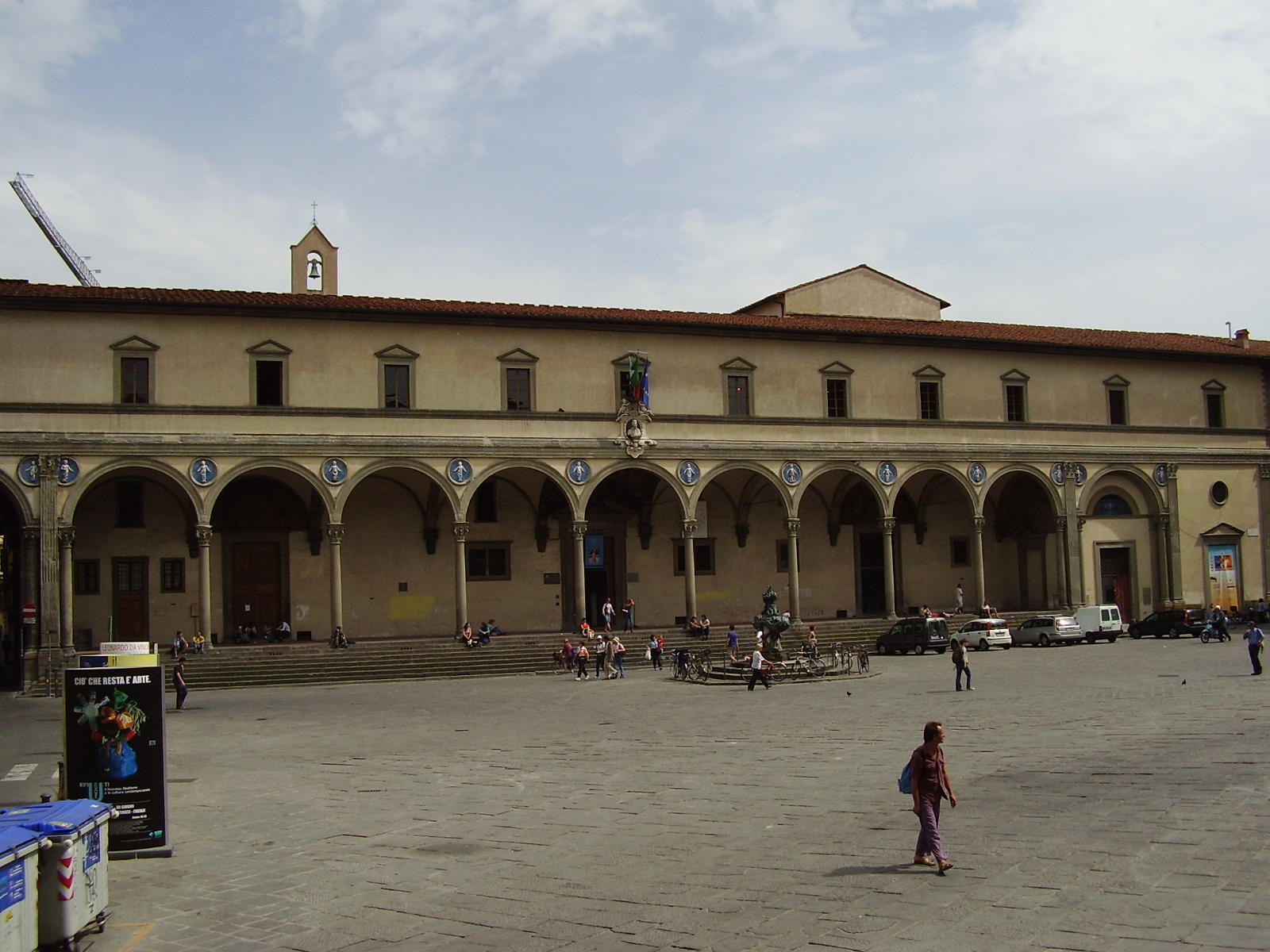
Szpital Niewiniątek (Ospedale degli Innocenti) we Florencji

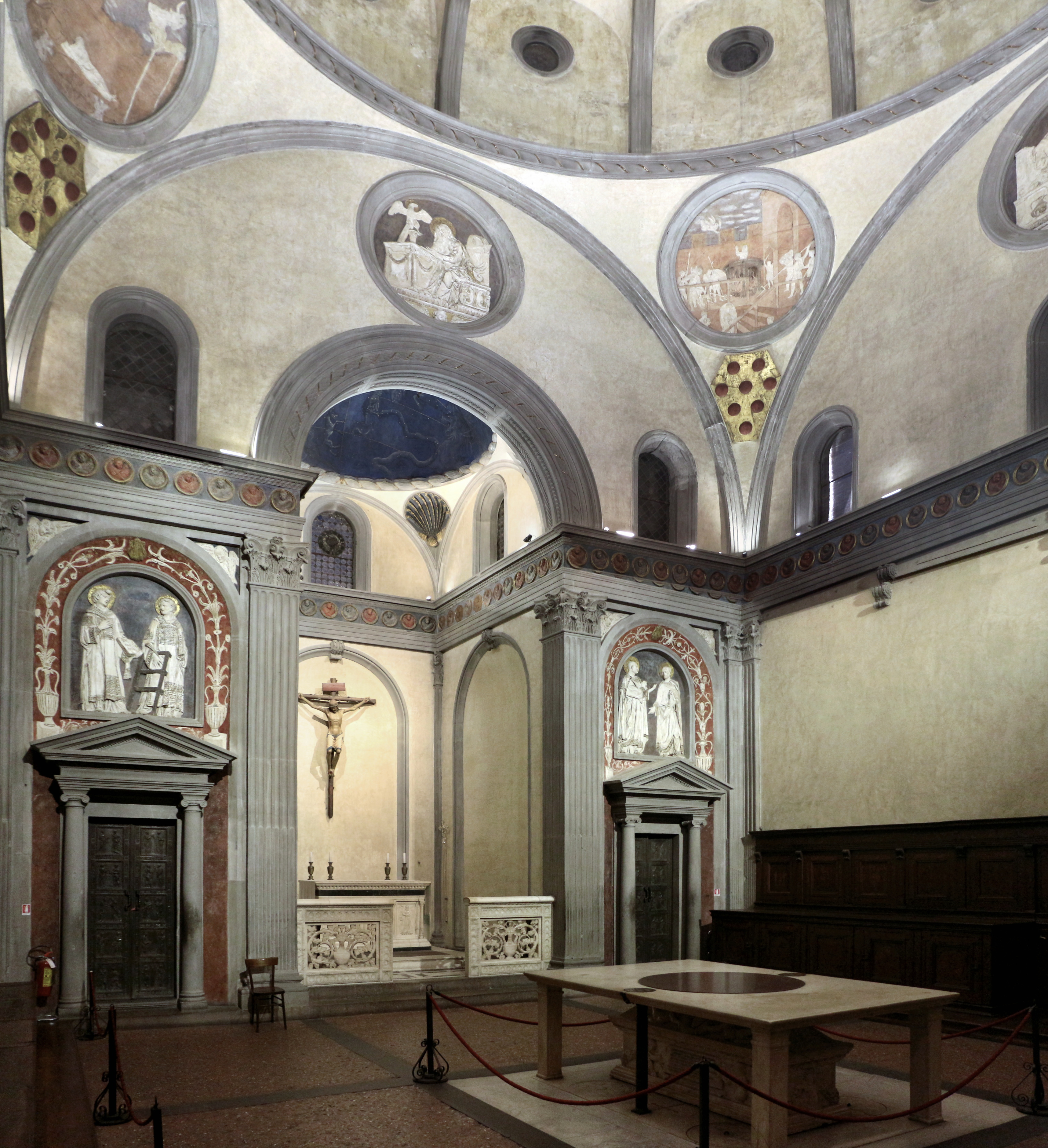
Wnętrze Starej Zakrystii

Filippo Brunelleschi (ur. 1377, zm. 15 kwietnia 1446) – florencki rzeźbiarz, architekt i inżynier tworzący w epoce quattrocenta, jeden z pionierów renesansowej architektury.
Naukę rozpoczął we florenckich warsztatach złotniczych i rzeźbiarskich. W pracy projektowej czerpał z technik wypracowanych przez starożytnych Rzymian (badał architekturę rzymską podczas pobytów w Rzymie około 1402 i 1433 r.). Opracował  zasady perspektywy linearnej.
Dokonania Brunelleschiego należą do najwcześniejszego etapu architektury renesansowej, stąd niektóre używane przez niego elementy przynależą do repertuaru środków przypisywanego architekturze średniowiecznej. Pomimo to, Brunelleschiego uważa się za pioniera i ojca architektury renesansu. To on jako pierwszy na tak dużą skalę wykorzystywał motywy antyczne, ale robił to w sposób swobodny, nie niewolniczy. Jego dzieła charakteryzuje logika, uporządkowanie, harmonia, lekkość i oszczędna dekoracja.
W 1401 roku brał udział w konkursie na drugie drzwi do baptysterium florenckiego. Zaprojektował także kopułę katedry florenckiej (1420–1436), Szpital Niewiniątek (przytułek dla podrzutków) (ok. 1419–1424), kościół Św. Wawrzyńca we Florencji (bez fasady) ze Starą Zakrystią (ok. 1419–1428), kościół Santa Maria degli Angeli (niezrealizowany), kaplicę Pazzich (po 1430 r.), kościół Santo Spirito (po 1434 r.), być może także Palazzo Pitti.
Giorgio Vasari w Żywotach najsławniejszych malarzy, rzeźbiarzy i architektów opisuje go jako niskiego, brzydkiego i popędliwego człowieka, ale również wyróżniającego się geniusza. Miał przyjaźnić się z Paolo dal Pozzo Toscanellim. Z obawy przed kradzieżą pomysłów i plagiatem niechętnie prezentował swoje pomysły. Według fikcyjnej anegdoty Brunelleschi miał wygrać konkurs na budowniczego kopuły katedry Santa Maria del Fiore dzięki zakładowi. Miał on zaproponować, że kopułę wybuduje ten, kto postawi na marmurowej płycie jajko w pionie. Uczestnicący w rywalizacji architekci bezskutecznie próbowali ustawić jajko. Po pewnym czasie Brunelleschi jednym stuknięciem w marmur wbił jajko pionowo, czym wygrał zakład.

## Drzwi do baptysterium i wczesna twórczość
W 1401 roku Brunelleschi brał udział w konkursie na płaskorzeźbione drzwi do baptysterium florenckiego, które miały być  drugimi drzwiami do tego budynku (pierwsze wykonał w XIV wieku Andrea Pisano). Brunelleschi przegrał rywalizację z Lorenzem Ghiberti i wkrótce potem miał podobno wyjechać wraz z Donatellem do Rzymu. W 1404 roku został przyjęty do florenckiego cechu złotników.
Poza udziałem w konkursie na drzwi baptysterium, działalność Brunelleschiego sprzed 1420 roku nie jest dobrze znana. Prawdopodobnie jednym z jego wcześniejszych dzieł był Palazzo Busini (Bardi) we Florencji, będący dziełem przejściowym, łączącym w sobie elementy średniowieczne z renesansowymi. Fasada w swoim charakterze jest jeszcze średniowieczna, dziedziniec natomiast otoczony jest przez arkadową loggię z wysmukłymi kolumnami, z zaczerpniętymi z antyku entasis.
Przypuszcza się, że Brunelleschi wykreślił perspektywę linearną na fresku Masaccia z kościoła Santa Maria Novella we Florencji z ok. 1425 roku. Na malowidle tym kasetonowe sklepienie wspiera się na belkowaniu, wspartym przez cztery kolumny jońskie.

## Kopuła Brunelleschiego
Jego sława rozpoczęła się od momentu, kiedy wygrał ogłoszony w 1418 roku konkurs na budowę kopuły florenckiej katedry Santa Maria del Fiore. Budowę katedry rozpoczęto znacznie wcześniej, w 1294 roku; mimo to na początku XV wieku kopuła nad skrzyżowaniem naw nadal pozostawała niewzniesiona. Skonstruowanie jak najwyższej kopuły było ambicją Florencji, która w ten sposób chciała przewyższyć swoje rywalki: Pizę i Sienę, obie mające wielkie katedry kopułowe.
Zadanie to wiązało się znacznymi trudnościami technicznymi, ponieważ rozpiętość otworu, który miał zostać przekryty kopułą przekraczała 40 m, a wysokość od posadzki do jej klucza – 55 m. Trzeba więc było wymyślić sposób wzniesienia kopuły bez skomplikowanego, kosztownego systemu rusztowań. Brunelleschi zaprojektował kopułę żebrową (jakie znane były już w architekturze bizantyjskiej) na powstałym wcześniej ośmioboku bębna, murowaną przy pomocy podwieszanych rusztowań o zmniejszanym wieńcu. Ostrołukowy profil kopuły pozwolił zmniejszyć wywierany przez nią nacisk boczny, którego nie można było zredukować poprzez zastosowanie łuków przyporowych. Ponadto Brunelleschi zdecydował się na wykonanie kopuły o dwóch powłokach oraz zastąpienie w górnych partiach kamienia lżejszą cegłą.
Prace rozpoczęto w 1420 roku i początkowo oprócz Brunelleschiego prowadził je także Lorenzo Ghiberti. 16 lat później, mimo iż nie była jeszcze gotowa latarnia i okładziny, katedra została poświęcona. W 1436 roku ogłoszono konkurs na projekt latarni, która oparta na zworniku na szczycie kopuły stabilizuje konstrukcję swoim ciężarem. Jej powstanie Brunelleschi przewidział zresztą w pierwotnym projekcie i w swoim testamencie przestrzegał przed zaniechaniem prac nad zwieńczeniem kopuły. Brunelleschi wygrał konkurs, jednak prace rozpoczęto dopiero w 1446 roku, na miesiąc przed jego śmiercią. Po śmierci Brunelleschiego budowę kontynuował Bernardo Rossellino (według innych źródeł Michelozzo).
Podczas budowy kopuły stosowano pasy bezpieczeństwa, zaprojektowane przez Brunelleschiego. Dzięki nim podczas budowy tylko jeden murarz zginął w wyniku upadku z dużej wysokości.

## Szpital Niewiniątek
Niemal równocześnie z pracami przy kopule, około 1419-21, Brunelleschi rozpoczął budowę schroniska dla porzuconych dzieci zw. Szpitalem Niewiniątek (Ospedale degli Innocenti), przy placu SS. Annunziata we Florencji. Przytułek jest niskim, długim budynkiem z loggią na podwyższeniu, otwierającą się na plac. Jest to obiekt całkowicie odmienny od dotychczasowych gotyckich budowli. Przeciwstawia się strzelistości gotyku przez podkreślenie horyzontalności. Szeroki, płaski fryz nad kolumnadą pogłębia wrażenie przywiązania budynku do ziemi, podobnie jak ciężki, rzucający głęboki cień gzyms koronujący. Nowatorska jest skromność – brak przeładowania dekoracją, brak zawiłości. Architekt pozostawia nagie ściany, jedynie w dolnej kondygnacji tworzy efekty światłocienia tworzone przez portyk kolumnowy. Kolumny – smukłe, bez żłobkowania, z korynckimi kapitelami – dźwigają delikatnie profilowane łuki, których podstawa równa jest wysokości kolumn. Jedynym detalem zdobniczym są medaliony ceramiczne autorstwa Andrea della Robbia, umieszczone w trójkątach między łukami. W kondygnacji wyższej małe okna zamknięte są trójkątnymi szczytami.

## San Lorenzo
Także około 1419 roku Brunelleschi otrzymał zlecenie budowy nowego kościoła San Lorenzo (św. Wawrzyńca) we Florencji. Za jego życia wzniesiono przede wszystkim tzw. Starą Zakrystię, ufundowaną przez Giovanniego di Bicci de'Medici. Jest to pomieszczenie na planie kwadratu, nakryte kopułą na pendentywach, o ścianach artykułowanych pilastrami korynckimi i belkowaniem. Budowla pozbawiona jest efektów światłocieniowych, monumentalizmu i silnie plastycznych podziałów; cechuje ją spokój i lekkość. Dekorację rzeźbiarską wykonał zapewne w latach 30. XV wieku Donatello.
Kościół jest trójnawową bazyliką, opartą na systemie kwadratów: cztery większe tworzą nawę główną, trzy tej samej wielkości transept; o połowę mniejsze kwadraty tworzą nawy boczne. Nawy oddzielają arkady na kolumnach, a całość przekryta jest stropem – tak jak we wczesnochrześcijańskich bazylikach. Budowa była kontynuowana w kilku etapach po śmierci Brunelleschiego.

## Kaplica Pazzich
Kaplica rodu Pazzich zaczęła powstawać ok. 1430 roku przy kościele Santa Croce we Florencji według planów Brunelleschiego. Jest to budowla na planie prostokąta z kwadratowym prezbiterium i przedsionkiem. Przedsionek tworzy loggia kolumnowa z małą kopułą. Główne pomieszczenie także nakryte jest kopułą, ale zdecydowanie większą; trzecia kopułka, odpowiadająca wielkością pierwszej, znajduje się w prezbiterium. Wnętrze kaplicy zbliżone jest do Starej Zakrystii. Ściany artykułowane są przy pomocy pilastrów korynckich, między którymi umieszczone są medaliony z apostołami autorstwa Andrea della Robbia. Uzyskane przez architekta wrażenie jest podobne do tego ze Starej Zakrystii: panuje tu nastrój pogody i harmonii; kompozycja jest lekka i logiczna.

## Inne projekty
W 1433 roku Brunelleschi zaczął wznoszenie kościoła Santo Spirito (św. Ducha) we Florencji. Jego plan jest podobny do planu San Lorenzo i także opiera się na wzorze wczesnochrześcijańskiej bazyliki. Jednak za życia architekta budowa nie została ukończona i do dziś jej fasada jest niedokończona.
Rok później rozpoczęto budowę Santa Maria degli Angeli według projektu Brunelleschiego, także nie ukończoną (z braku funduszy). Architekt zaplanował budowlę centralną, złożoną z ośmiobocznej części centralnej nakrytej kopułą, otoczonej przez osiem kwadratowych kaplic. Kościół z zewnątrz miał być szesnastoboczny.
Czasami Brunelleschiemu przypisuje się autorstwo Pałacu Pitti (Palazzo Pitti), opierając tę atrybucje na XVI-wiecznym przekazie Giorgia Vasariego. Jednak część badaczy i badaczek, opierając się na cechach stylistycznych budynku, uważa pałac za dzieło Albertiego.